# チルボン島事件
チルボン島事件（チルボンとうじけん）とは、太平洋戦争末期の1945年3月、マーシャル諸島ミリ環礁のチルボン島（Chirubon island、チェルボン島とも）で島民と朝鮮人軍属が起こしたと韓国が主張している反乱事件。

## 事件の背景
事件が起きたとされる1945年、マーシャル諸島は米軍によってすでに制圧され制海空権を奪われていた（ギルバート・マーシャル諸島の戦いを参照）。飛び石作戦により米軍が素通りし、孤立した島では慢性的な飢餓が発生していた。そのため、事件が起きたとされるミリ環礁に駐屯する日本海軍の第66警備隊は、警備隊司令部が置かれたミリ島に一箇所に集めていた各部隊を、ミリ環礁の各島に分散配置し、食料は自活自給するとした。兵士たちは鼠、蛇、魚などを食べて飢えをしのぐ一方、島の各所で食料の徴発も行ったが、これに抗議したチルボン島の族長を日本兵のひとりが殺害したため、島民達の反感を買ったとされる。

## 日本側の記録
ミリ環礁に駐屯していた第66警備隊は、本事件に関する詳しい記録は取っておらず、関係する資料も残っていないとされる。また、第66警備隊司令の志賀正成大佐も、部下が起こした米兵搭乗員捕虜処刑の責任を取って、敗戦後に収容先のグアムで自決しており、真相は不明である。また、事件の日本人当事者の証言も現在のところ存在しない。
ただ、韓国の『日帝強占下強制動員被害真相糾明委員会』による発表内容において、1952年に日本の第二復員省
職員が作成した『旧海軍軍属身上調査表』で、事件の経緯が詳しく記録されているのを発見したと発表し、身上調査票には、当時反乱鎮圧に参加した「中川清人海軍大尉」の証言が記録されていると主張している。

## 朝鮮人軍属の証言
以下は全て韓国側の証言である。また手記自体は公開されておらず、今後の検証が待たれる。
元朝鮮人軍属の一人が1985年に残した手記の内容によれば、直接的な原因は日本人軍属が朝鮮軍属に「鯨の肉」と評する物を気前よく渡したことがきっかけである。朝鮮人軍属はこれを不審に思ったが空腹からその肉を食べた。それから数日後、年の初めに行方が分からなくなっていた仲間の朝鮮人軍属1人が付近の無人島で死んでいるのを発見する。遺体の太股には不自然に切られた箇所があり、彼らは「あの肉は仲間のものに違いない」と確信した。それから数日後にまた、朝鮮軍属一人が失踪し、同様の遺体となって発見される。恐怖した朝鮮軍属達は島からの逃亡を考え、日本人から信用が置かれていた朝鮮人軍属をリーダーとし、島民とも共謀して日本軍に対する反乱を計画した。島の周囲に米軍艦艇が航行していたので、日本軍属を殺害して米軍に投降しようと考えたのである。1945年3月18日、反乱が実行され、銃撃戦の末に7人の日本軍属を殺害して島からの脱出を試みるも、一人の朝鮮軍属がこのことを隣のルクノール島の日本軍部隊に密告し、同日午後3時ごろ、50名から60名ほどの討伐隊により機関銃を使うなどして鎮圧された。最終的には14人ほどの朝鮮人軍属を除いて反乱側がほぼ全て殺害されるという結果に終わった。朝鮮人軍属60名と反乱に参加した島民40名が殺害されたとされる。反乱を主導した5、6名は、多くの仲間が死んだ罪悪感から互いに抱き合ってダイナマイトで自害した。投降した朝鮮人17名もルクノール島に連行され、そこで銃殺された、というような内容が手記には書かれていたという。
2000年に死去した別の元朝鮮人軍属の証言では、当時、島にいた日本人軍属は20名、朝鮮人軍属は125名がおり、1945年2月23日か27日に、隣接する無人島に食糧探しに行った朝鮮人軍属各一名が日本人軍属2名に殺害され、この2名は、被害者の肉を食したうえ、残った肉をチルボン島に持ち帰り「鯨肉」と称して同僚の日本人に食させたとしている。 翌28日、2名が帰ってこないのを気遣った朝鮮人軍属数名が前記無人島に行き、食人の事実を知ったとしており、自分たちはその「鯨肉」と評するものを食べておらず、反乱が起こった日は3月18日では無く、3月1日であったとしている。
また、隣のルクノール島から日本軍部隊がやって来たのは、朝鮮軍属の密告によるものでは無く、チルボン島での日本軍属と朝鮮軍属との銃撃戦から逃れた日本人が知らせたものだとし、殺害された朝鮮軍属の人数も100名としている。
潜伏して生き残った14人の朝鮮軍属は事件後、付近を航行する米軍艦船に助けを求めて投降し、難を逃れたとされる。
以上が事件の概要だが、上記のように証言者の記憶によるものか、事件の内容が細部異なっている。